# Elecciones municipales de 2011 en Palencia
El 22 de mayo de 2011 se celebraron, en el marco de las elecciones municipales a nivel estatal, elecciones al Ayuntamiento de Palencia. Se eligieron los 25 concejales del pleno municipal.

## Resultados
La candidatura del Partido Popular encabezada por el alcalde Alfonso Polanco obtuvo mayoría absoluta con 14 concejales, tres más que en 2007. Las elecciones supusieron un gran vuelco en la política local, ya que se acaba con 16 años no consecutivos de gobierno del PSOE con Heliodoro Gallego Cuesta a la cabeza. Heliodoro no repitió como candidato en las elecciones siguientes.

## Investidura
| Candidato                         | Fecha                                                   | Voto  | Partido Popular | Partido Socialista | IUCyL | Total |
| --------------------------------- | ------------------------------------------------------- | ----- | --------------- | ------------------ | ----- | ----- |
| Alfonso Polanco (Partido Popular) | 11 de junio de 2011 Mayoría requerida: absoluta (13/25) | Sí    | 14              |                    |       | 14/25 |
| Alfonso Polanco (Partido Popular) | 11 de junio de 2011 Mayoría requerida: absoluta (13/25) | No    |                 | 10                 | 1     | 11/25 |
| Alfonso Polanco (Partido Popular) | 11 de junio de 2011 Mayoría requerida: absoluta (13/25) | Abst. |                 |                    |       | 0/25  |

## Candidaturas y resultados
| ← Elecciones municipales de 2011 en Palencia → |                 |                              |        |       |            |
| Nombre de la candidatura                       | Posición        | Cabeza de lista              | Votos  | %     | Concejales |
| Partido Popular                                | Derecha         | Alfonso Polanco Rebolleda    | 21.335 | 49,20 | 14/25      |
| Partido Socialista Obrero Español              | Centroizquierda | Heliodoro Gallego Cuesta     | 16,119 | 37,17 | 10/25      |
| IUCyL                                          | Izquierda       | Juan Antonio Gascón Sorribas | 2,954  | 6,81  | 1/25       |

- Datos: Q56377362